# Ömer Bayram
Ömer Bayram (Breda, 27 luglio 1991) è un calciatore turco, attaccante dell'Amed.

## Palmarès

### Club

#### Competizioni nazionali
- Coppa di Turchia: 2

Akhisar Belediyespor: 2017-2018
Galatasaray: 2018-2019
- Supercoppa di Turchia: 2

Akhisar Belediyespor: 2018
Galatasaray: 2019
- Campionato turco: 1

Galatasaray: 2018-2019
- TFF 1. Lig: 1

Eyüpspor: 2023-2024